# Vivo por Elena
Vivo por Elena foi uma telenovela mexicana produzida por Juan Osorio para a Televisa e exibida entre 6 de abril e 11 de setembro de 1998.
A trama é original de Delia Fiallo e é uma adaptação da trama venezuelana La señorita Elena, produzida em 1975. 
Foi protagonizada por Victoria Ruffo e Saúl Lisazo e antagonizada por Ana Patricia Rojo, Sebastián Ligarde e Julieta Bracho.

## Sinopse
Elena Carvajal  é uma jovem mulher humilhada por todos, tem duas irmãs: Talita a mais nova, e Chelo a mais velha. Um dia aparece uma formidável oportunidade de Emprego na Casa do jovem juiz Juan Alberto, um homem conhecido por ser tão duro. Elena é contratada para ser a baba de Juanito filho de Juan Alberto, Juanito é um menino muito malcriado, isso devesse pelo abandono que sofreu ainda muito pequeno. Mas pouco a pouco Elena consegue ganhar Juanito, e mudá-lo para melhor, sendo que Juan Alberto acaba se apaixonando por Elena, e ao mesmo tempo te do receio que ela o traia, Elena sente o mesmo por ele. E graças a este medo Juan Alberto demite Elena, e nesse mesmo período Juanito sofre um acidente, e não quer a presença de ninguém a não ser a de Elena. Juan Alberto pela primeira vez baixa a guarda e deixa que Elena visite e volte a cuidar de Juanito. E a cada dia os dois ficam mais apaixonados um pelo outro, esta tudo bem ate que a Elena é presa, acusada de ter matado o irmão de Juan Alberto, e influenciado por sua mãe ele vira o advogado de acusação, e faz de tudo para que Elena não saia da prisão, e por um descuido a mãe dele conta a verdade (Que o irmão de Juan Alberto, violentou Elena), aquelas palavras o deixa mal, e no mesmo dia do julgamento que era a acusação pede, para defender Elena, que aceita. Depois de liberta, Elena volta mansão, e Juan Alberto tenta se reaproximar dela, mas ela com muita dor no corações se recusa. Os dias se passam e Juan Alberto consegue reconquistar Elena.

## Elenco
- Victoria Ruffo - Elena Carvajal
- Saúl Lisazo - Juan Alberto Montiel
- Ana Patricia Rojo - Silvia Fonseca de Montiel / Raquel Durán
- Sebastián Ligarde - Ernesto de los Monteros
- Arturo Peniche - Héctor Rubalcava
- Cecilia Gabriela - Consuelo "Chelo" Carvajal
- Julieta Bracho - Rebeca de De los Monteros
- Patricia Álvarez - Lumara
- Anahí - Natalia "Talita" Carvajal
- Sergio Catalán - Adolfo
- Maty Huitrón - Simona Pacheco
- Imanol - Juan "Juanito" Montiel Fonseca
- Carlos Rotzinger - Lic. Gustavo Linares
- Adriana Lavat - Adriana
- Adriana Barraza - Hilda "La Machín"
- Pablo Montero - Luis Pablo Moreno
- José María Torre - Julio
- Manuel Landeta - Hugo Milanés
- Kelchie Arizmendi - Panchita
- Carlos Espejel - Óscar Moreno
- Alejandra Procuna - Ely
- Leonorilda Ochoa - Aurora
- Sergio Corona - Don Fermín
- Luis de Icaza - Demetrio Rojo
- Ramón Coriat - Rudy
- Anel - Jenny
- Jean Duverger - El Güero / El Negro
- Ofelia Guilmáin - Doña Luz
- Lucía Guilmáin - Enedina
- Lucila Mariscal - Gardenia
- Miguel Garza - Sergio
- Hilda Aguirre - Érica
- Julián Bravo - Francisco "Paco" Valenzuela
- Giorgio Palacios - Lalo
- Kristoff - El Pecas
- Gerardo Gallardo - El Sapo
- Serrana - Yolanda
- Claudia Silva - Jimena
- Tony Flores - Bertoldo
- Yadira Santana - Raisa Martín
- Mónica Prado - Berta
- Héctor Cruz - Roque
- Tania Prado - Noemí
- Francis - Francisca
- Pablo Cheng - Poli
- Erika Monarrez - Casimira
- Jessica Segura - Marta
- Ernesto Valenzuela - Larry
- Alma Cero
- Luz María Aguilar - Abril
- Paco Ibáñez - Ausencio
- Niurka Marcos - Mirta
- Alejandra Meyer - Sra. Garay
- Constantino Costas - Dr. Justo Cansino
- José Antonio Ferral - Genovivo "El Hacendado"
- Anthony Álvarez - Leandro
- Sergio Jiménez
- Juan José Origel - El Panameño

## Exibição
Foi reprisada pelo seu canal original entre 12 de junho a 22 de setembro de 2006 substituindo El manantial e sendo substituída por La Usurpadora

## Versões
- A cadeia venezuelana Venevisión realizou a versão original desta história con o título de "La señorita Elena" em 1967 e foi protagonizada por Marina Baura e José Bardina.
- Em 1974 se realizou outra versão com o mesmo título, protagonizada por Ada Riera e José Luis Rodríguez "El Puma".
- A cadeia venezuelana RCTV realizou en 1986 outra versão desta telenovela titulada "Atrévete", produzida por Henry Marquez, dirigida por César Enriquez e protagonizada por Caridad Canelón e Pedro Lander.

## Prêmios e indicações

### Premios TVyNovelas 1999
| Categoria                 | Pessoa         | Resultado |
| ------------------------- | -------------- | --------- |
| Melhor atriz protagonista | Victoria Ruffo | Nomeada   |
| Melhor ator protagonista  | Saúl Lisazo    | Nomeado   |